# August Köhler
August Karl Johann Valentin Köhler (Darmstadt, 1866 – Jena, 1948) è stato un fisico tedesco.
Collaboratore della Zeiss, insegnò microfotografia a Jena dal 1922. Apportò notevoli modifiche al sistema di centramento dei microscopi dell'epoca.